# روبين دوجلاس
روبين دوجلاس (بالإنجليزية: Robyn Douglass)‏ هي عارضة وممثلة أمريكية، ولدت في 21 يونيو 1953 في اليابان.

## وصلات خارجية
- روبين دوجلاس على موقع IMDb (الإنجليزية)
- روبين دوجلاس على موقع قاعدة بيانات الفيلم (الإنجليزية)